# Alarm (TV-program)
Alarm var ett sommarlovsprogram i Sveriges Television, som direktsändes från Växjö och Ystad i SVT2 1998.
Det utspelades sig i en gammal plåsterfabrik, som mer såg ut som ett stort ruckel. Det handlade om sjukvård, där barnen lärde sig allt om första hjälpen och om livräddning. Varje fredag utsågs ett barn till veckans hjälte och belönades med att vara med i TV och få sitt hjältedåd uppspelat som teater. Det ingick även TV-serier i programmet, bland annat En cell-sam historia samt den tecknade serien Hey Arnold! som gjorde debut i Sveriges Television detta år.